# Trichloma asbolophora
Trichloma asbolophora är en fjärilsart som beskrevs av Oswald Beltram Lower 1902. Trichloma asbolophora ingår i släktet Trichloma och familjen plattmalar. Inga underarter finns listade i Catalogue of Life.